# Mussol banyut
El mussol banyut o òliba amb orelles, duc mitjà o mussol gros a les Balears (Asio otus). és una espècie d'ocell de la família dels estrígids (Strigidae). L'espècie es reprodueix en moltes zones d'Europa i el Paleàrtic, així com a Amèrica del Nord. El seu estat de conservació es considera de risc mínim.
És un rapinyaire nocturn força freqüent als Països Catalans.

## Noms populars
A les Balears també rep els noms de mussol reial, mussol imperial, òliba amb banyes, òliba forastera.

## Morfologia
Es diferencia dels restants rapinyaires nocturns per tindre dues banyes o plomalls de plomes erèctils de mida considerable i de tons brunencs amb la vorera més clara. L'erecció del plomall es relaciona amb el seu estat anímic.
Disc facial molt visible, de color bru lleonat, vorejat de negre, amb una taca blanca al costat de cada cara a la seua part inferior.
Els ulls, molt desenvolupats, són de color ataronjat en el cercle extern. Entre els dos ulls i deixant al mig el bec, unes plomes fan un disseny facial característic en forma de "X".
El cos mostra tonalitats brunes i grises amb ratlles i taques més fosques; amb tot, si són examinades de prop, aquestes tonalitats es diversifiquen en múltiples matisos. La seua coloració és força críptica, cosa que, combinada amb l'efecte disruptor dels plomalls, fa que passi molt desapercebut enmig del brancam.

## Ecologia
Les manifestacions acústiques són més fàcilment audibles a la tardor que no pas a l'estiu. No es pot qualificar de molt garrulador, sobretot comparat amb l'òliba comuna, el mussol o el gamarús.

## Alimentació
S'alimenta, com la majoria de rapinyaires nocturns, de micromamífers i de moixons. Entre les seues preses són més abundants els rosegadors que els insectívors, i entre aquests tenen molta importància els talpons. Entre els ocells, els quals sembla que tenen una notable importància en la fixació de les parelles en l'espai, destaquen els moixons, concretament els pardals (gènere Passer) per bé que depreda sobre preses més grosses com ara grives, abellerols i puputs.

## Hàbitat

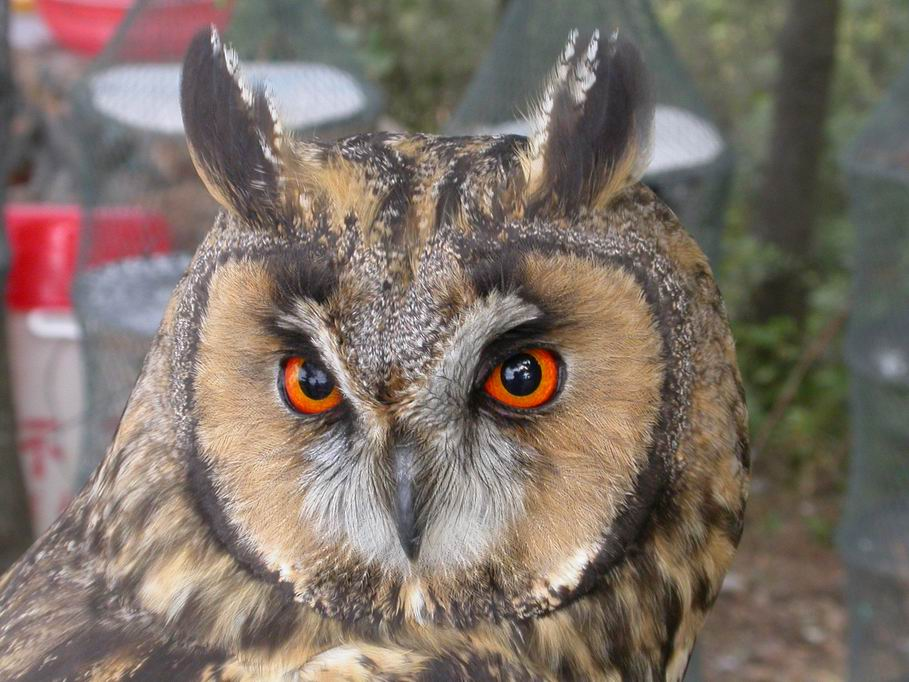
Cara del mussol banyut.

Tot i que sembla que pot existir una certa competència amb el gamarús si coexisteixen en els mateixos llocs (aquest darrer és més forestal i de medis antròpics), el mussol banyut, per la constitució de les seues ales i cua, està més capacitat per a volar i caçar en clarianes i espais oberts, per la qual cosa ecològicament resten força segregats en l'espai.
Al Principat de Catalunya sembla localment abundant al baix Berguedà i al Solsonès. També s'ha trobat niant als boscos cerdans (el Cadí) i, fins i tot, a 1.850 m., en un solell de pineda de pi negre (Port del Comte).
Els boscanys i bosquets esclarissats són per a ell hàbitats preferencials, però no exclusius.

## Reproducció

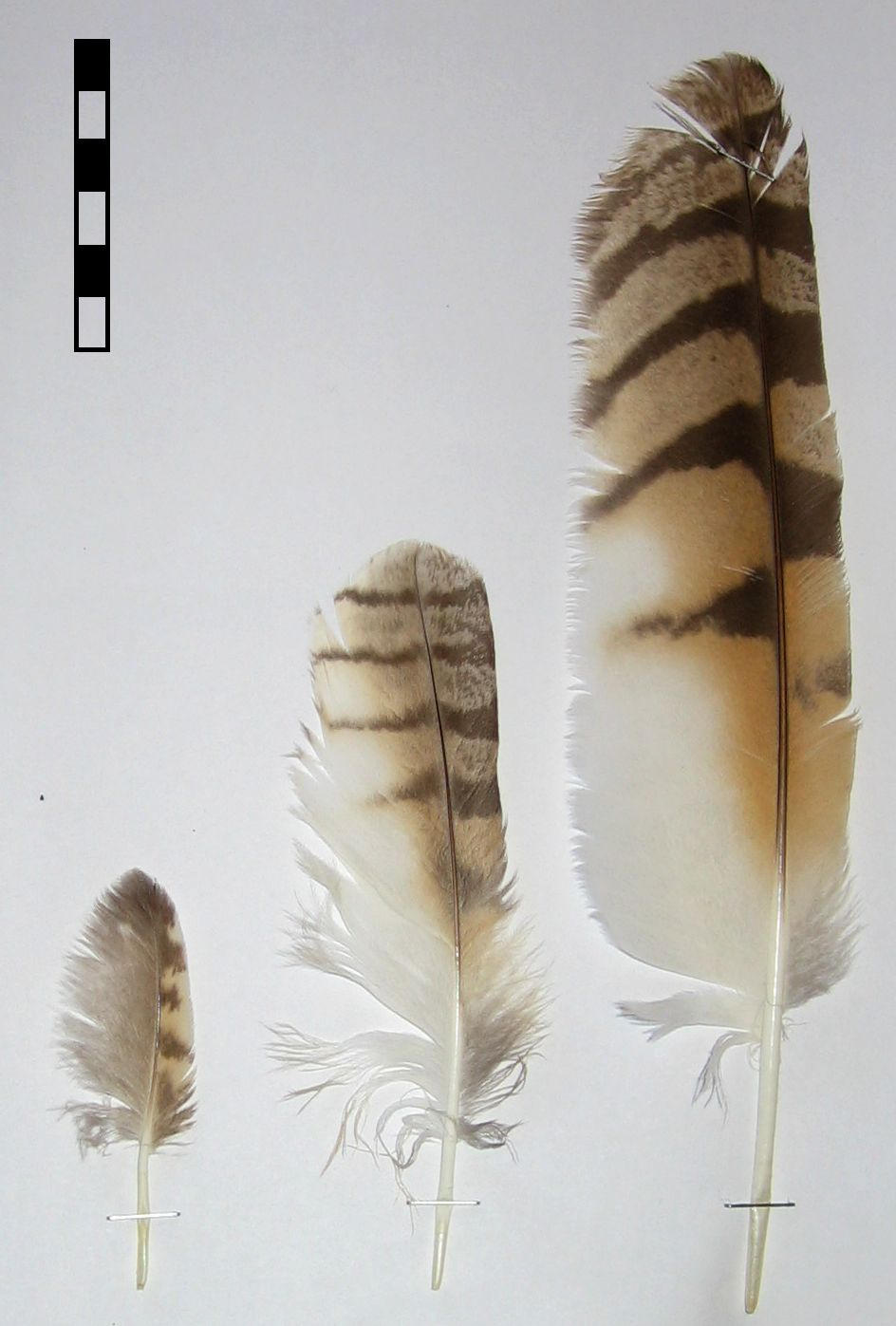
Plomes de mussol banyut.

Nia en plataformes velles de còrvids on el nombre mitjà de polls és de tres.